# Polistichus
Polistichus is een geslacht van kevers uit de familie van de loopkevers (Carabidae). De wetenschappelijke naam van het geslacht is voor het eerst geldig gepubliceerd in 1810 door Bonelli.

## Soorten
Het geslacht Polistichus omvat de volgende soorten:
- Polistichus connexus (Geoffroy, 1785)
- Polistichus fasciolatus (P.Rossi, 1790)
- Polistichus inornatus Gestro, 1881